# S.T.A.G. – Deutsches Sail Training Komitee
S.T.A.G. – Deutsches Sail Training Komitee e. V., auch bekannt unter der Bezeichnung Sail Training Association Germany (kurz: S.T.A.G.) ist ein im Jahr 1984 gegründeter, gemeinnütziger, nicht gewinnorientierter Verein zur Förderung des sog. Sail Trainings. Vorbild war hierbei die britische Sail Training Association. Mit ihren über 4000 Mitgliedern und 30 Mitgliedsschiffen fördert sie die Teilnahme junger Menschen an Segeltörns im Rahmen des sog. Sail Training. Unter dem Begriff Sail Training versteht man die „Entwicklung und Erziehung junger Menschen aller Nationen, Kulturen und sozialer Hintergründe durch die Erfahrung einer Segelausbildung.“ Der englischsprachige Begriff „Sail Training“ beinhaltet dabei nicht nur die allgemeine Segelausbildung im wörtlichen Sinne, sondern bezieht sich auf eine vor allem auf Großseglern durchgeführte Segelausbildung zum Ziel der persönlichen (physischen und psychischen) Entwicklung und Charakterbildung. Hierfür unterstützt die S.T.A.G. interessierte Jugendliche und Erwachsene finanziell bei der Teilnahme an Segeltörns, bei denen sie nicht als „normaler“ Passagier fahren, sondern als Trainee Mitglied der Besatzung werden.
2023 ist es dem Vorstand der S.T.A.G. gelungen, das Traditionssegeln als Immaterielles Kulturerbe von der UNESCO anerkennen zu lassen.
Der Verein ist unter anderem Mitglied in der GSHW (Gemeinsame Kommission für historische Wasserfahrzeuge), die die Bundesregierung in Sicherheitsfragen auf Traditionsseglern berät. Die S.T.A.G. versteht sich als nationale Organisation der Sail Training International.
Im Verein sind verschiedene Eigner und Betreibervereine zusammengeschlossen, zu diesen gehören große und kleinere Schiffe, Traditionsschiffe und moderne Yachten, Rahsegler, gaffelgetakelte und hochgetakelte Schiffe und Boote. Die Spannbreite reicht hierbei von Jachten (small ships) bis zur „Alexander von Humboldt II“ mit 79 Kojenplätzen (tall ships).
Aktueller Vorsitzender ist Jörg Schinzer.
Der Verein ist anerkannt als förderungswürdigen Zwecken dienende Körperschaft und als Träger der freien Jugendhilfe in Bremen.
Zusammen mit den weiteren Stiftern Brauerei Beck & Co. in Bremen und E.H. Harms in Bremerhaven gründete die S.T.A.G. die Deutsche Stiftung Sail Training, welche die Bark Alexander von Humboldt (bis Oktober 2011) sowie die Bark Alexander von Humboldt II (seit September 2011) betreibt.